# 앙블레옹
앙블레옹(프랑스어: Ambléon)은 프랑스 동부 론알프 레지옹의 앵주에 위치한 코뮌 중 하나이다.

## 지리
앙블레옹은 벨레에서 서쪽으로 10km, 리옹에서 동쪽으로 60km 떨어진 지점에 위치해 있다. 해발고도는 400m이며 바뷔제 협곡의 습지대에 자리한다. 마을 위로 탕타네 산 (1019m)이 높이 솟아 있는데, 이곳에 있는 앙블레옹 호는 생성연대가 빙하기까지 거슬러 올라가 그 지질학적 가치로 주목받고 있다.
앙블레옹은 D24 도로가 지나가는데, 앙블레옹 코뮌 남쪽 지점 (프레메젤 북쪽)의 D10로에서 분기하여 마을을 통과한 뒤, 앙블레옹 코뮌 바로 북쪽에서 D41로와 만난다. D41로는 북쪽의 생제르맹레파루아스에서부터 시작해 앙블레옹 호 부근을 통과하며 산 너머 뤼 마을 부근에서 D79로와 만난다. D41로는 마을을 통과하지는 않지만 거기서 마을로 들어갈 수 있는 지방도로가 있다. 이밖에도 작은 지방도로가 코뮌 내에 몇 개 있다. D24로를 따라서 밭과 농장이 자리해 있기는 하나 코뮌의 대부분 지역은 숲과 언덕 그리고 산으로 뒤덮여 있다.

## 인구
| 연도 | 인구 | ±%    |
| ---- | ---- | ----- |
| 2006 | 120  | —     |
| 2007 | 125  | +4.2% |
| 2008 | 123  | −1.6% |
| 2009 | 120  | −2.4% |
| 2010 | 116  | −3.3% |
| 2011 | 112  | −3.4% |
| 2012 | 110  | −1.8% |
| 2013 | 108  | −1.8% |
| 2014 | 109  | +0.9% |
| 2015 | 109  | +0.0% |
| 2016 | 110  | +0.9% |

## 같이 보기
- 앵 주의 코뮌 목록